# جودي آن باترسون
جودي آن باترسون (بالإنجليزية: Jodi Ann Paterson)‏ هي عارضة وممثلة أمريكية، ولدت في 31 يوليو 1975 في باليكبابان في إندونيسيا. من الجوائز التي نالتها بلاي بوي بلاي ميت سنة 1999.

## جوائز
- بلاي بوي بلاي ميت (1999)

## وصلات خارجية
- جودي آن باترسون على موقع IMDb (الإنجليزية)
- جودي آن باترسون على موقع ألو سيني (الفرنسية)
- جودي آن باترسون على موقع قاعدة بيانات الفيلم (الإنجليزية)
- جودي آن باترسون على موقع كينوبويسك (الروسية)